# Выборы глав субъектов Российской Федерации в 1997 году
В 1997 в России проходило значительное число выборов глав субъектов.
| Дата выборов                           | Вид выборов                                                      | Результаты выборов (избранное должностное лицо, повторное голосование, недействительность выборов) | Итоги голосования (в процентах) | Примечания |
| 4 января                               | Выборы президента Республики Марий Эл (повторное голосование)    | | активность — 63,34 % Вячеслав Кислицын, бывший депутат Совета Федерации, член КПРФ — 58,89 % Леонид Маркелов, депутат Государственной думы, член ЛДПР — 36,24 % против всех — 3,48 % | … |
| 12 января                              | Выборы президента Республики Адыгея                              | | активность — 56,56 % Аслан Джаримов, действующий Президент — 57,80 % Асланбий Совмиз, гендиректор АООТ «Лукойл — Краснодарнефтепродукт» — 19,51 % Казбек Цику, депутат Госдумы, 1-й секретарь республиканского комитета КПРФ — 15,76 % против всех — 3,70 % | … |
| 23 февраля                             | Выборы губернатора Агинского Бурятского автономого округа        | | активность — 54,83 % Баир Жамсуев, депутат Государственной думы — 44,56 % Юрий Дондоков, председатель общественно-политического движения «За единство и развитие» — 33,03 % Бато-Цырен Абидуев — 9,39 % Намдак Жамбалов, бывший депутат Совета Федерации — 8,71 % Владимир Чимитдоржин — 0,38 % против всех — 1,19 % | … |
| 16 марта                               | Выборы президента Республики Тыва                                | Шериг-оол Ооржак                                                                                   | активность — 70,95 % Шериг-оол Ооржак, действующий президент — 70,61 % Каадыр-оол Бичелдей — 10,13 % Александр Кашин, координатор региональной организации ЛДПР — 8,20 % Анатолий Дамб-Хуурак, прокурор республики — 3,20 % Кара-кыс Аракчаа, бывший депутат Государственной Думы — 1,14 % Хонук-оол Монгуш, председатель правления Союза потребительских обществ Республики Тыва — 1,07 % Алдын-оол Канзай, заместитель директора ООО «Дук» — 0,70 % против всех — 1,06 % | … |
| 16 марта                               | Выборы главы администрации Эвенкийского автономого округа        | Александр Боковиков                                                                                | активность — 54,83 % Александр Боковиков, бывший председатель Законодательного Суглана — 49,00 % Анатолий Якимов, действующий глава администрации — 40,45 % Сергей Уодай, генеральный директор ГНПП «Чипкан» — 3,17 % против всех — 4,92 % | … |
| 23 марта                               | Выборы губернатора Амурской области                              | Анатолий Белоногов                                                                                 | активность — 52,13 % Анатолий Белоногов, председатель областного Совета — 60,51 % Юрий Ляшко, действующий губернатор — 24,41 % Вера Себина, координатор Благовещенской организации ЛДПР — 2,32 % Александр Сурат, первый замглавы области — 2,07 % Геннадий Симонов — 1,69 % Виктор Хахин — 1,04 % против всех — 5,86 % | … |
| 23 марта                               | Выборы губернатора Тульской области                              | | активность — 58,93 % Василий Стародубцев, член ЦК КПРФ, член ГКЧП в 1991 году — 62,82 % Виктор Соколовский, генеральный директор ОАО «Центргаз» — 15,08 % Николай Севрюгин, действующий глава администрации — 4,76 % Николай Тягливый, мэр Тулы — 4,22 % Николай Сергиенко, генеральный директор ОАО «Туласпирт» — 2,78 % Александр Титкин, начальник инспекции Счётной палаты РФ — 2,54 % Валентин Митин, первый заместитель главы администрации области — 1,25 % Владимир Ананьев, заместитель генерального директора АО «Тулахим» — 0,51 % Владимир Северов, директор Тульского НИИ сельского хозяйства — 0,45 % Виктор Деревянко, председатель областной думы первого созыва — 0,27 % Иван Черных, генеральный директор ООО «Тульский торговый дом РОСАЛКО» — 0,20 % против всех — 3,24 % | В октябре 1996 года областная организация предложила выдвинуться в губернаторы Александру Лебедю. В ноябре стало известно предложение ассоциации «Конверсия и женщины» участвовать в выборах дочери президента Татьяне Дьяченко. В ответ на это появилось ёрническое заявление движения «Субтропическая Россия» с предложением участвовать в выборах дочери Леонида Брежнева. О намерении участвовать в выборах заявляли, но затем не приняли участия, основатель МММ Сергей Мавроди и бывший вице-премьер Олег Сосковец. |
| 29 июня                                | Выборы губернатора Нижегородской области                         | Повторное голосование Иван Скляров — Геннадий Ходырев                                              | активность — 58,93 % Иван Скляров, мэр Нижнего Новгорода — 40,95 % Геннадий Ходырев, бывший первый секретарь обкома, депутат Госдумы (КПРФ) — 37,84 % Вадим Булавинов, адвокат, бывший депутат Госдумы — 8,15 % Нина Зверева, тележурналист — 6,88 % Сергей Сперанский, депутат ЗС области — 1,05 % против всех — 2,91 % | Выборы были назначены в связи с назначением губернатора Немцова заместителем Председателя Правительства. Не стали регистрироваться или не смогли собрать подписи и. о.губернатора Юрий Лебедев, президент компании НОРСИ-ойл Сергей Кириенко, Эдуард Лимонов и ещё 5 претендентов. |
| 13 июля                                | Выборы губернатора Нижегородской области (повторное голосование) | | активность — 48,97 % Иван Скляров — 52 % Геннадий Ходырев — 42 % против всех — 3,5 % | |
| 27 июля                                | Выборы губернатора Иркутской области                             | | активность — 42,98 % Борис Говорин, мэр Иркутска — 53,54 % Сергей Левченко, генеральный директор СМУ «Стальконструкция» и секретарь обкома КПРФ — 20,02 % Виктор Машинский, депутат Госдумы, генеральный директор АО «Востсибуголь» — 14,84 % Иван Щадов — 7,72 % Виталий Шуба, депутат Госдумы — 1,08 % Фёдор Середюк, директор Ангарской нефтехимической компании — 1,03 % Сергей Шабуров, начальник управления автомобильных дорог области — 0,78 % Юрий Тен, депутат Госдумы (НДР) — 0,71 % против всех — 0,09 % (недоступная ссылка) | Незадолго до выборов Юрий Тен и начальник управления государственной службы области Сергей Зубарев сняли свои кандидатуры |
| 19 октября                             | Выборы губернатора Кемеровской области                           | Аман Тулеев                                                                                        | активность — 54,3 % Аман Тулеев, председатель Законодательного собрания Кемеровской области — 94,54 % Виктор Медиков, депутат Госдумы («Регионы России») — 2,08 % Нина Останина, депутат Госдумы (КПРФ) — 0,38 % | Отказались от участия или не смогли собрать подписи мэр Кемерово Владимир Михайлов, депутат Госдумы и первый секретарь обкома КПРФ Теймураз Авалиани, депутат ЗС области Леонид Сергачёв (КПРФ), бывший секретарь Совета безопасности области Владимир Кудешкин, генеральный директор концерна «Кузбассшахтстрой» Виктор Бочаров (баллотировался на президентских выборах 1991 года с Тулеевым) |
| 26 октября                             | Выборы губернатора Орловской области                             | Егор Строев                                                                                        | активность — 70,98 % Егор Строев, действующий губернатор — 95,1 % Вера Енина, председатель колхоза — 2,83 % против всех — 1,99 % | … |
| 14 декабря                             | Выборы Председателя Правительства — Главы Республики Алтай       | | активность — ?% Семён Зубакин, депутат Госдумы, член ДВР — 23,5 % Юрий Антарадонов, директор оффшорной зоны — 23,28 % Виктор Ромашкин, депутат Госдумы (КПРФ) — 17,52 % Владимир Петров, бывший премьер республики — 13,89 % Владилен Волков, действующий Глава Республики — Председатель Правительства — 11,97 % Игорь Чернов, офицер — 1,65 % Бронтой Бедюров, председатель Госкомпечати республики — 0,67 % против всех — 1,73 % | … |
| 28 декабря                             | Выборы президента и вице-президента Чувашии                      | Николай Фёдоров                                                                                    | активность — 58 % Николай Фёдоров, действующий президент/Лев Кураков, ректор Чувашского государственного университета — 56,55 % Валентин Шурчанов, председатель Госсовета Чувашии и первый секретарь обкома КПРФ/Николай Григорьев, директор АО «Текстильмаш» — 35,05 % Олег Васильев, региональный координатор ЛДПР/В. А. Кашин — 1,45 % Владимир Ижедеров/Н. И. Васильев — 0,62 % Вячеслав Тимофеев/П. Н. Муллин — 0,58 % | Выборы президента Чувашской Республики 1993 2001 Информация Дата 28 декабря 1997 года |
| Выборы президента Чувашской Республики |                                                                  | | | |
| 1993 2001                              |                                                                  | | | |
| Информация                             |                                                                  | | | |
| Дата                                   | 28 декабря 1997 года                                             | 28 декабря 1997 года                                                                               | 28 декабря 1997 года | |